# 庞巴雷斯
庞巴雷斯是葡萄牙布拉干萨区的一个堂区。总面积10.96平方公里，总人口59人，人口密度5.4人/平方公里。